# Symphyotrichum walteri
Symphyotrichum walteri là một loài thực vật có hoa trong họ Cúc. Loài này được (Alexander) G.L.Nesom miêu tả khoa học đầu tiên.